# 劉茂 (中山王)
劉 茂（りゅう も／りゅう ぼう、5年 - ?）は、中国の新代から後漢時代初期にかけての武将で、群雄の一人。荊州南陽郡蔡陽県（湖北省棗陽市）の人。弟は劉匡。従兄弟は劉歙。甥（劉匡の子）は劉浮。後漢の光武帝（劉秀）の族父にあたる。

## 事跡
| 姓名           | 劉茂                           |
| 時代           | 新代 - 後漢時代                |
| 生没年         | 5年（元始5年） - 没年不詳      |
| 字・別号       | 劉先職（自号）                 |
| 本貫・出身地等 | 荊州南陽郡蔡陽県               |
| 職官           | 厭新将軍〔自称〕               |
| 爵位・号等     | 中山王〔後漢〕→穣侯〔後漢〕    |
| 陣営・所属等   | 〔独立勢力〕→光武帝            |
| 家族・一族     | 弟：劉匡 従兄弟：劉歙 甥：劉浮 |

地皇3年（22年）に漢軍が勃興すると、劉茂も年18にして挙兵し、「劉先職」を号した。劉茂は、京県・密県（いずれも河南郡の県）の辺りで軍勢を集め、厭新将軍を自称し、潁川郡・汝南郡を攻略して、10数万の軍勢を率いる群雄の一人となった。なお、同時期の汝南郡には、劉望や劉信も割拠・活動していたが、これらの勢力との関係は不明である。
建武元年（25年）7月、族子の光武帝が河内郡に進軍してくると、劉茂は一族として軍勢を率いてこれに降伏し、中山王に封じられた。建武13年（37年）、宗室の王は全て侯に降格されたため、劉茂も穣侯に降格された。
なお、弟の劉匡も劉茂と同時期に挙兵し、建武2年（26年）、宜春侯に封じられた。人となりが謙遜であったため、永平年間に宗正に任命されている。